# شعب لوبا
شعب لوبا (بالانجليزية: Luba people) أو بالوبا (بالانجليزية: Baluba) مجموعة عرقية لغوية محلية في المنطقة الجنوبية الوسطى من جمهورية الكونغو الديمقراطية. يعيش معظمهم في تلك المنطقة، ويقيمون بشكل أساسي في مقاطعات كاتانغا وكاساي ومانيما. يتألف شعب البالوبا من مجموعات فرعية متعددة والتي تتحدث لهجات مختلفة من لغة لوبا (على سبيل المثال لوبا - كاساي، لوبا - كاتانغا) أو لغات أخرى مثل السواحيلية.
طوَّر شعب البالوبا مجتمع وثقافة خاصة بهم منذ حوالي عام 400 ألف قبل الميلاد، تميَّز مجتمعهم بجودة في التنظيم وخاصةً في فترة كساد الأبيمبا المعروفة باسم اتحاد بالوبا. يتألف مجتمع لوبا من أفراد يعملون كعمال مناجم وحدادين ونجارين وخزافين وحرفيين ومن مختلف المهن الأخرى. وقد حققوا نجاحًا هامًا وثروات كبيرة مع مرور الوقت، ولكن هذا أدَّى أيضًا إلى تحولهم التدريجي إلى مجموعات من الرقيق واللصوص والإرهابيين خاصةً من البرتغاليين أو العمانيين الذين قادوا تنظيم الغزوات.

## الديانة
شملت المعتقدات الدينية التقليدية الخاصة بشعب لوبا مفهوم شاكابانغا أو خالق الكون، أو ليزا أو الإله الأعلى، أي تميزت بوجود عالم طبيعي وعالم خارق للطبيعة. عُدَّ العالم الخارق للطبيعة المكان الذي تعيش فيه بانكامبو (أرواح الأجداد) وبافيداي (الأراوح الأخرى)، إلى جانب كونه الحياة الآخرة لمن قضى مويكيدايلو مويامبي (الحياة الأخلاقية). تقبل ديانات لوبا مفهوم إمكانية التواصل بين الأحياء والموتى.
شملت الطقوس الدينية الصلاة والغناء المجتمعي والرقص وذبح القربان وطقوس العبور والابتهال. يستلزم تطبيق هذه الطقوس والممارسات وجود وسطاء روحانيين مثل نسينغا أو كيتوبو (الكهنة). أما بالنسبة للأمراض، فإن نغانغا أو مفوينتشي (معالج) هو من يقوم بالعلاج عن طريق (التكهن). لم يقتصر الفكر الديني على هذه الطقوس فقط، ولكن شمل أيضًا أفكار عن المرء صاحب الشخصية الجيدة والقلب المتسامح والذي يُقدِّر الآخرين ويحترم ذاته. وقد أثَّر القانون الديني للحياة المدنية على سلميّة الحياة الاجتماعية في لوبا.
اعتنق شعب لوبا المسيحية عن طريق المُبشرين الذين جاءوا مع الحكم الاستعماري البلجيكي. وقد أجرى بعض هؤلاء المبشرين، مثل ويليام بيرتون، بحوثًا أثنولوجية رأى من خلالها همجية هذا الشعب وممارساته العدوانية، ولكنه في وقت لاحق أصبح أكثر تعاطفًا مع ما تعلَّمه من معتقداتهم التقليدية ومجتمعهم الثقافي.

## الثقافة
يميل سكان لوبا للتَّجمُع في قرى يربطها شارع رئيسي واحد، ويفضلون بناء المنازل ذات الأسطح المستطيلة المصنوعة من القش على جانبي هذا الشارع إلى جانب أنهم بنوا منازلهم بين غابات السافانا. اشتغلوا في الصيد في مناطق المياه الوفيرة القريبة منهم، وجمعوا غذائهم مثل الفاكهة البرية، إلى جانب إتقانهم العمل الزراعي. في العصر الحديث، اشتغلوا في زراعة أشجار البفرة (الكاسافا) والذرة وفي تربية الماشية. أتقن بعضهم العمل بالخشب وأصبحوا فنانين الحرف اليدوية.

### الفن
لاقى الفن تطورًا هامًا في ثقافة شعب لوبا. إذ عملوا في صناعة الفخار والمواد المصنوعة من الحديد (مثل الفؤوس والأقواس والرماح) ونجارة الخشب والنحت وألواح النحاس بشكل دائم. اشتُهروا بعمل فني خاص بهم يُدعى موادي، حيث جُسِّد أجدادهم الذكور على هيئة إناث.
وفقًا للباحثين مثل دانيال كابوزي، فقد اعتُبرت بعض الأعمال الفنية المعقدة لشعب لوبا أجهزة مساعدة للذاكرة، وهي شكل من أشكال النصوص الرمزية للمساعدة في حفظ المعلومات واستدعاء تاريخ اللوبا للتعرُّف عليه.
وفقًا للباحثة ماري روبرتس، فقد «طوَّر شعب لوبا واحدًا من أكثر النُّظم تعقيدًا وروعةً في أفريقيا في مجال تسجيل التاريخ الملكي وقوائم أسماء الملوك وتاريخ الهجرات والنزوح والسلالات الأسرية»، مثل اللوح التذكاري لوكاسا. يُمكن إيجاد هذه الأعمال الفنية الآن في العديد من متاحف العالم.